# Víno
Víno este o arie protejată (arie specială de conservare — SAC, sit de importanță comunitară — SCI) din Republica Cehă întinsă pe o suprafață de 72,45 ha, integral pe uscat.

## Localizare
Centrul sitului Víno este situat la coordonatele 50°08′58″N 15°23′55″E / 50.149444°N 15.398611°E.

## Înființare
Situl Víno a fost declarat sit de importanță comunitară în aprilie 2005 pentru a proteja 1 specie de animale. Situl a fost protejat și ca arie specială de conservare în noiembrie 2013.

## Biodiversitate
Situată în ecoregiunea continentală, aria protejată nu include niciun habitat protejat.
La baza desemnării sitului se află o specie protejată de  nevertebrate: rădașcă (Lucanus cervus).